# Norbert Leopold von Kolowrat-Liebsteinsky

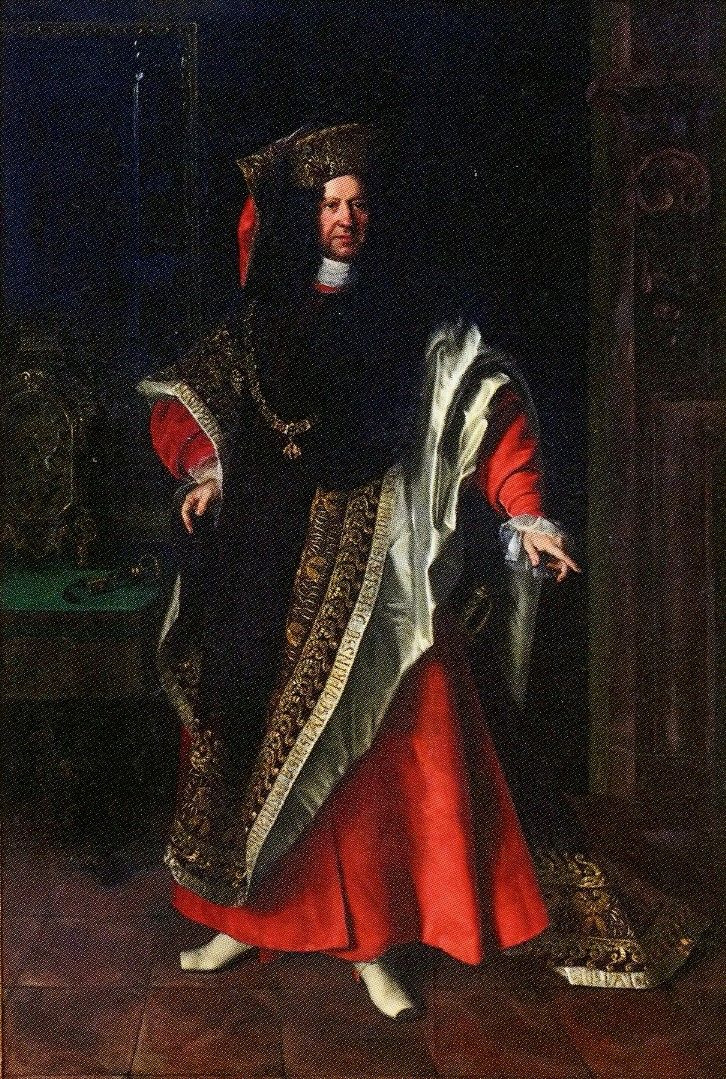
Norbert Leopold Kolowrat-Liebsteinský im Ornat des Ordens vom Goldenen Vlies

Graf Norbert Leopold von Kolowrat-Liebsteinský (* 9. März 1655; † 17. April 1716 auf Reichenau) war Diplomat, Geheimer Rat und Reichshofrat sowie Statthalter in Prag.

## Leben und Werdegang
Norbert Leopold von Kolowrat-Liebsteinský wurde am 9. März 1655 in Reichenau an der Knieschna geboren. Seine Eltern waren Franz Karl von Kolowrat-Liebsteinský (1620–1700) und dessen erste Ehefrau Magdalena Ludmilla Maximiliana Freiin von Oppersdorf (* 19. Mai 1625; † 13. April 1672).
Nach seinem Studium wählte er den kaiserlichen diplomatischen Dienst. 1686 baute er einen Sommersitz in der Kochstraße in der Wiener Josefstadt, den er aber bald wieder verkaufte. Im 19. Dezember 1687 erhielt er das Indigenat in Ungarn und ging im gleichen Monat als kaiserlicher Botschafter nach Madrid. Dort berichtete er unter anderem über die Krönung von Joseph I. zum König von Ungarn. Im Jahr 1690 schickte ihn der Kaiser an den Hof des Kurfürsten von Köln, von dort kam er 1693 als Gesandter nach Berlin an den Hof des Kurfürsten von Brandenburg. Nach weiteren Entsendungen war er im Jahr 1711 sogar Kandidat für das Amt des Botschafters bei der Kaiserwahl in Frankfurt.
Der Graf war Besitzer der Güter Reichenau an der Knieschna, Tschernikowitz, Chroustowitz, Borohrádek, Přestavlky, Lösch, Geiersberg, Kulm, Wamberg und Uhersko sowie Pfandinhaber der Burg Karlstein und von Milín.
Als gebildeter Aristokrat begann er auf seinen Auslandsreisen Gemälde zu kaufen und wurde so zum Begründer der Kunstsammlung Kolowrat, der Gemäldegalerie auf Schloss Reichenau. Bei seinem Tod am 17. April 1716 umfasste die Sammlung bereits 134 Gemälde.
Zuvor hatte ihm noch Kaiser Karl VI. 1712 für seine Dienste den Orden vom Goldenen Vlies (Nr. 620) verliehen.

## Familie
Er heiratete am  28. Oktober 1682 die Gräfin Johanka Magdalena Herzan von Harras (* 4. Oktober 1649; † 15. November 1685) verwitwete Wiesenowsky. Das Paar hatte wenigstens einen Sohn:
- Franz Karl (II.) Jan Josef (* 29. März 1684; † 10. Mai 1753), Geheimer Rat  ⚭ 1709 Prinzessin Maria Antonia von Schwarzenberg (* 25. September 1692; † 7. August 1744)[3]

Nach dem Tod seiner ersten Frau heiratet er am 12. November 1691 Gräfin Marie Magdalena von Slavata (* 30. März 1673; † 9. August 1700). Das Paar hatte mehrere Kinder:
- Marie Markéta (* 9. April 1693; † 24. August 1707)
- Norbert Vincent (* 22. Januar 1696; † 14. Januar 1727), Statthalter in Böhmen ⚭ 1716 Gräfin Maria Anna von Althann (* 15. Mai 1700; † 15. Juli 1737)[5]

Der General-Adjutant des Kaisers Ferdinand Laurenz von Kolowrat-Liebsteinský war sein Bruder.